# Parafia św. Barbary w Gaworzycach
Parafia pw. Świętej Barbary w Gaworzycach – parafia rzymskokatolicka z siedzibą we wsi Gaworzyce, należąca do dekanatu Głogów – NMP Królowej Polski diecezji zielonogórsko-gorzowskiej, metropolii szczecińsko-kamieńskiej w Polsce, erygowana w 1366.

## Kościół parafialny
- kościół pw. św. Barbary w Gaworzycach

## Kościoły filialne
- Kościół pw. Matki Bożej Różańcowej w Gaworzycach
- Kościół pw. Najświętszego Serca Pana Jezusa w Nowej Jabłonce
- Kaplica pw. Podwyższenia Krzyża Świętego w Koźlicach